# Dublin
Dublin ([dʌblɪn], [dʊblɪn], hay là [dʊbəlɪn]) (tiếng Ireland: 'Baile Átha Cliath', /bˠalʲə a:ha klʲiəh] hay là [bˠɫaː cliə(ɸ)/) là thành phố lớn nhất ở Ireland và là thủ đô của Cộng hòa Ireland. Thành phố tọa lạc gần trung điểm của bờ biển Đông Ireland, tại cửa sông Liffey và tại trung tâm của Vùng Dublin. Được thành lập làm một khu định cư của người Viking, thành phố đã là nơi hàng đầu của Ireland trong lịch sử quốc gia này kể từ thời Trung Cổ. Ngày nay, đây là trung tâm văn hóa và kinh tế của đảo Ireland, và là một trong các thủ đô châu Âu có dân số tăng nhanh nhất.
Trong một cuộc điều tra toàn châu Âu năm 2003 bởi BBC, với câu hỏi được đưa cho 11.200 cư dân của 112 vùng đô thị và nông thôn đã cho kết quả Dublin đã là thủ đô tốt nhất ở châu Âu để sinh sống, và Ireland đã là quốc gia hài lòng nhất ở châu Âu.

## Tên gọi

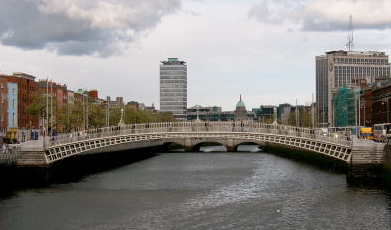
Cầu Ha'penny của Dublin trên sông Liffey.

Tên gọi Dublin là một từ bắt nguồn từ Hiberno-tiếng Anh của 'Dubh Linn' (tiếng Ireland, dubh -> đen, và linn -> hồ). Về mặt lịch sử, trong chữ Gael được sử dụng cho tiếng Ireland, 'bh' đã được viết với một chấm nhỏ trên chữ 'b', viz 'Duḃ Linn' hay 'Duḃlinn'. Những người Norman nói tiếng Pháp đã bỏ dấu chấm nhỏ này và viết tên này bằng nhiều cách khác nhau như 'Develyn' hay 'Dublin'.
Một vài nguồn thì nghi ngờ nguồn gốc tên gọi này, và cho rằng 'Dublin' có nguồn gốc Scandinavia, cf. tiếng Iceland: djúp lind ('hồ sâu'). Tuy nhiên, tên gọi 'Dubh Linn' đã hiện diện trước khi người Viking đến Ireland, và tên Norse Cổ (và Ai xơ len hiện đại) của Dublin đơn giản là những từ 'Dubh Linn' được đánh vần lại như thể đã được đanh vần trong tiếng Norse Cổ: 'Dyflinn' (phát âm đúng là "Duev-linn" — chữ 'y' vẫn được phát âm giống như nguyên âm trong 'ewe' trong tiếng Na Uy hiện đại, tiếng Thụy Điển,...vv, như nó được phát âm trong tiếng Norse Cổ; tiếng Iceland lại giữ cách phát âm nay, đã đổi âm này thành /i/).
Tên thông dụng của thành phố trong tiếng Ireland hiện đại là 'Baile Átha Cliath' ('The Settlement of the Ford of the Reed Hurdles'), một tên gọi liên hệ đến khu định cư được thành lập năm 988 bởi vua Mael Sechnaill II, nằm kề với thị xã Dubh Linn tại Vũng Đen. Dường như những người đi biển Viking và Norman xem nơi này dưới góc độ là một nơi có vũng tàu đủ sâu cho tàu bè neo đậu còn những người nói tiếng Gael xem nơi này về khía cạnh một pháo đài nhìn ra một con sông lớn.
Khu định cư đầu tiên nằm bên sông Poddle, một chi lưu của Liffey, về phía Đông của Đại Giáo đường Công giáo, trong khu vực có tên Bến Wood. Những người Viking đã chọn nơi này để phục vụ cho sự phòng vệ do vua luôn dự phòng khả năng có tấn công từ Bắc của Liffey. Sông Poddle đã bị lấp đầu thập niên 1800 và khi thành phố được mở mang, người ta quên mất nó.

## Khí hậu
| Dữ liệu khí hậu của Sân bay Dublin (1981–2010, cực độ 1939–nay) | Dữ liệu khí hậu của Sân bay Dublin (1981–2010, cực độ 1939–nay) | Dữ liệu khí hậu của Sân bay Dublin (1981–2010, cực độ 1939–nay) | Dữ liệu khí hậu của Sân bay Dublin (1981–2010, cực độ 1939–nay) | Dữ liệu khí hậu của Sân bay Dublin (1981–2010, cực độ 1939–nay) | Dữ liệu khí hậu của Sân bay Dublin (1981–2010, cực độ 1939–nay) | Dữ liệu khí hậu của Sân bay Dublin (1981–2010, cực độ 1939–nay) | Dữ liệu khí hậu của Sân bay Dublin (1981–2010, cực độ 1939–nay) | Dữ liệu khí hậu của Sân bay Dublin (1981–2010, cực độ 1939–nay) | Dữ liệu khí hậu của Sân bay Dublin (1981–2010, cực độ 1939–nay) | Dữ liệu khí hậu của Sân bay Dublin (1981–2010, cực độ 1939–nay) | Dữ liệu khí hậu của Sân bay Dublin (1981–2010, cực độ 1939–nay) | Dữ liệu khí hậu của Sân bay Dublin (1981–2010, cực độ 1939–nay) | Dữ liệu khí hậu của Sân bay Dublin (1981–2010, cực độ 1939–nay) |
| Tháng                                                           | 1                                                               | 2                                                               | 3                                                               | 4                                                               | 5                                                               | 6                                                               | 7                                                               | 8                                                               | 9                                                               | 10                                                              | 11                                                              | 12                                                              | Năm                                                             |
| --------------------------------------------------------------- | --------------------------------------------------------------- | --------------------------------------------------------------- | --------------------------------------------------------------- | --------------------------------------------------------------- | --------------------------------------------------------------- | --------------------------------------------------------------- | --------------------------------------------------------------- | --------------------------------------------------------------- | --------------------------------------------------------------- | --------------------------------------------------------------- | --------------------------------------------------------------- | --------------------------------------------------------------- | --------------------------------------------------------------- |
| Cao kỉ lục °C (°F)                                              | 16.6 (61.9)                                                     | 16.2 (61.2)                                                     | 21.3 (70.3)                                                     | 20.5 (68.9)                                                     | 23.5 (74.3)                                                     | 27.3 (81.1)                                                     | 27.6 (81.7)                                                     | 28.7 (83.7)                                                     | 24.6 (76.3)                                                     | 21.2 (70.2)                                                     | 18.0 (64.4)                                                     | 17.1 (62.8)                                                     | 28.7 (83.7)                                                     |
| Trung bình ngày tối đa °C (°F)                                  | 8.1 (46.6)                                                      | 8.3 (46.9)                                                      | 10.2 (50.4)                                                     | 12.1 (53.8)                                                     | 14.8 (58.6)                                                     | 17.6 (63.7)                                                     | 19.5 (67.1)                                                     | 19.2 (66.6)                                                     | 17.0 (62.6)                                                     | 13.6 (56.5)                                                     | 10.3 (50.5)                                                     | 8.3 (46.9)                                                      | 13.3 (55.9)                                                     |
| Trung bình ngày °C (°F)                                         | 5.3 (41.5)                                                      | 5.3 (41.5)                                                      | 6.8 (44.2)                                                      | 8.3 (46.9)                                                      | 10.9 (51.6)                                                     | 13.6 (56.5)                                                     | 15.6 (60.1)                                                     | 15.3 (59.5)                                                     | 13.4 (56.1)                                                     | 10.5 (50.9)                                                     | 7.4 (45.3)                                                      | 5.6 (42.1)                                                      | 9.8 (49.6)                                                      |
| Tối thiểu trung bình ngày °C (°F)                               | 2.4 (36.3)                                                      | 2.3 (36.1)                                                      | 3.4 (38.1)                                                      | 4.6 (40.3)                                                      | 6.9 (44.4)                                                      | 9.6 (49.3)                                                      | 11.7 (53.1)                                                     | 11.5 (52.7)                                                     | 9.8 (49.6)                                                      | 7.3 (45.1)                                                      | 4.5 (40.1)                                                      | 2.8 (37.0)                                                      | 6.4 (43.5)                                                      |
| Thấp kỉ lục °C (°F)                                             | −10.7 (12.7)                                                    | −10.9 (12.4)                                                    | −7.9 (17.8)                                                     | −4.0 (24.8)                                                     | −2.5 (27.5)                                                     | 1.4 (34.5)                                                      | 4.6 (40.3)                                                      | 2.4 (36.3)                                                      | −0.2 (31.6)                                                     | −3.3 (26.1)                                                     | −8.4 (16.9)                                                     | −12.2 (10.0)                                                    | −12.2 (10.0)                                                    |
| Lượng Giáng thủy trung bình mm (inches)                         | 62.6 (2.46)                                                     | 48.8 (1.92)                                                     | 52.7 (2.07)                                                     | 54.1 (2.13)                                                     | 59.5 (2.34)                                                     | 66.7 (2.63)                                                     | 56.2 (2.21)                                                     | 73.3 (2.89)                                                     | 59.5 (2.34)                                                     | 79.0 (3.11)                                                     | 72.9 (2.87)                                                     | 72.7 (2.86)                                                     | 758.0 (29.84)                                                   |
| Số ngày giáng thủy trung bình                                   | 17                                                              | 15                                                              | 17                                                              | 15                                                              | 15                                                              | 14                                                              | 16                                                              | 16                                                              | 15                                                              | 17                                                              | 17                                                              | 17                                                              | 191                                                             |
| Số ngày tuyết rơi trung bình                                    | 4.6                                                             | 4.2                                                             | 2.8                                                             | 1.2                                                             | 0.2                                                             | 0.0                                                             | 0.0                                                             | 0.0                                                             | 0.0                                                             | 0.0                                                             | 0.8                                                             | 2.9                                                             | 16.6                                                            |
| Độ ẩm tương đối trung bình (%)                                  | 80.6                                                            | 75.7                                                            | 71.0                                                            | 68.3                                                            | 68.0                                                            | 68.3                                                            | 69.0                                                            | 69.3                                                            | 71.5                                                            | 75.1                                                            | 80.3                                                            | 83.1                                                            | 73.3                                                            |
| Số giờ nắng trung bình tháng                                    | 58.9                                                            | 76.3                                                            | 108.5                                                           | 159.0                                                           | 192.2                                                           | 174.0                                                           | 164.3                                                           | 158.1                                                           | 129.0                                                           | 102.3                                                           | 72.0                                                            | 52.7                                                            | 1.447,3                                                         |
| Nguồn: Met Éireann                                              |                                                                 |                                                                 |                                                                 |                                                                 |                                                                 |                                                                 |                                                                 |                                                                 |                                                                 |                                                                 |                                                                 |                                                                 |                                                                 |

## Lịch sử
Những ghi chép của nhà thiên văn học kiêm nhà bản đồ học Hy Lạp Ptolemy có lẽ cung cấp những tài liệu tham khảo về nơi sinh sống của con người ở khu vực mà ngày nay là. Khoảng năm 140 Công nguyên, ông đã đề cập đến một khu định cư mà ông gọi là Eblana Civitas. Khu định cư 'Dubh Linn' có lẽ có thời gian từ thế kỷ 1 trước Công nguyên và sau đó một tu viện đã được xây ở đó dù thị xã chỉ được thành lập khoảng năm 841 bởi những Norse. 'Baile Átha Cliath' hay đơn giản 'Áth Cliath' đã được thành lập năm 988, và cuối cùng hai thị xã này đà trở thành một.

Thành phố ngày nay giữ tên gọi Ireland được Anh hóa của tên trước và tên Ireland gốc của tên sau. Sau khi Norman xâm lược Ireland, Dublin đã trở thành trung tâm chính của quyền lực pháp luật và quân sự, với phần lớn quyền lực tập trung ở Lâu đài Dublin cho đến khi độc lập. Từ thế kỷ 14 đến cuối thế kỷ 16, Dublin và khu vực xung quanh có tên gọi là the Pale, đã tạo thành khu vực lớn nhất của Ireland dưới quyền kiểm soát của chính quyền. Quốc hội đã được đặt ở Drogheda trong nhiều thế kỷ nhưng đã được dời vĩnh viễn đến Dublin sau khi Henry VII xâm chiếm Hạt Kildare năm 1504. 

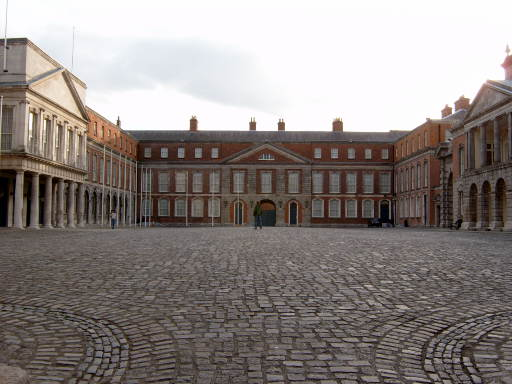
Dublin Castle
Seat of the Lord Lieutenant and his court until 1922

Dublin cũng có đơn vị hành chính địa phương thông qua Hội đồng thành phố của mình từ thời Trung cổ. Điều này đã đại diện cho chế độ chính trị đầu sỏ dựa trên phường hội của thành phố cho đến khi nó được cải tổ vào thập niên 1840 theo các quy tắc dân chủ.
Từ thế kỷ 17, thành phố được mở rộng nhanh chóng, được trợ giúp bởi Wide Streets Commission. Georgian Dublin đã trong một thời gian ngắn là thành phố thứ hai của Đế quốc Anh sau London. Phần lớn kiến trúc nổi bật của Dublin được xây vào thời này. Bia Guinness đã được thành lập vào thời này. Thế kỷ 18 là một thời kỳ suy thoái so với tăng trưởng công nghiệp của Belfast; đến năm 1900, dân số của Belfast đã gần như gấp đôi Dublin. Trong khi Belfast đã thịnh vượng và công nghiệp, Dublin đã trở thành một thành phố nghèo khổ và phân chia giai cấp, được xây trên một nền tảng của sự huy hoàng đã bị đánh mất, như được mô ta trong tiểu thuyết 'Strumpet City' của nhà văn James Plunkett.
Cuộc nổi dậy Phục Sinh năm 1916 đã diễn ra ở trung tâm thành phố, gây ra nhiều sự tàn phá. Cuộc chiến tranh Anh-Ireland và Nội chiến Ireland lại càng làm khiến cho thành phố bị tàn phá nhiều hơn, làm cho nhiều tòa nhà đẹp thành phế tích. Nhà nước tự do Ireland đã xây dựng lại nhiều tòa nhà và di chuyển Quốc hội đến Leinster House. Qua The Emergency (Chiến tranh thế giới thứ hai), cho đến thập niên 1960, Dublin vẫn là một thành phố thủ đô không theo nhịp thời đại: trung tâm của thành phố nói riêng vẫn là một nơi ngừng lại về mặt kiến trúc. Điều thú vị là, chính sự không hiện đại hóa về kiến trúc này đã khiến cho thành phố là nơi lý tưởng cho sản xuất phim lịch sử với nhiều tác phẩm điện ảnh như The Blue Max, và My Left Foot, được quay ở thành phố vào lúc đó. Điều này đã trở thành nền móng cho những thành công sau này của ngành điện ảnh. Với sự thịnh vượng ngày càng tăng lên, kiến trúc hiện đại đã được du nhập vào thành phố dù một chiến dịch mạnh mẽ cùng song song với việc phục hồi sự các đường phố Dublin chứ không để kiến trúc cổ mất đi. Kể từ năm 1995, quang cảnh của Dublin đã thay đổi lớn với nhiều dự án phát triển tư nhân và nhà nước về nhà ở, giao thông và kinh doanh (Xem thêm sự Phát triển và Bảo tồn ở Dublin).